# Skid Row (스키드 로의 음반)
| 전문가 평가                       | 전문가 평가 |
| 평가 점수                         | 평가 점수   |
| 출처                              | 점수        |
| --------------------------------- | ----------- |
| AllMusic                          | [ 4 ]       |
| Christgau's Record Guide          | C+          |
| Collector's Guide to Heavy Metal  | 7/10        |
| The Encyclopedia of Popular Music | [ 7 ]       |
| Kerrang!                          | [ 8 ]       |
| Los Angeles Times                 | [ 9 ]       |
| Q                                 | [ 10 ]      |
| Rock Hard                         | 7.0/10      |
| The Rolling Stone Album Guide     | [ 12 ]      |
| Sputnikmusic                      | [ 13 ]      |

《Skid Row》는 1989년 1월 24일, 애틀랜틱 레코드에서 발매한 미국의 헤비 메탈 밴드 스키드 로의 데뷔 스튜디오 음반이다. 매니저 독 맥기의 눈에 띄자 스키드 로는 애틀랜틱과 계약을 맺고 데뷔 녹화를 시작했다. 이 음반은 프로듀서 마이클 와그너와 함께 위스콘신주 레이크제네바에서 녹음돼 발매와 동시에 호평을 받았다. 이 밴드는 1989년~1990년 본 조비와 에어로스미스의 세계 투어에 관한 오프닝 공연으로 주로 《Skid Row》를 홍보했다. 이 음반은 빌보드 200에서 6위로 정점을 찍었고 1995년 미국 음반 산업 협회로부터 500만장의 미국 선적을 인증받았다. 〈Youth Gone Wild〉, 〈18 and Life〉, 〈I Remember You〉, 〈Piece of Me〉 등 4개의 싱글을 만들었는데, 모두 뮤직 비디오를 동반하고 MTV에서 무거운 로테이션을 받았다. 이 음반의 상업적이고 비판적인 성공은 스키드 로를 록 잡지의 정규 특집으로 만들었고 이 그룹을 전국적으로 인기를 끌었다.

## 배경 및 녹음
스티드 로는 1986년 뉴저지주 톰스리버에서 기타리스트 데이브 사보가 자신이 일하던 지역 기타 상점에서 베이시스트 레이철 볼런을 만났을 때 결성되었다. 그들은 비슷한 음악적 영향력을 공유했기 때문에, 볼런의 부모님 차고에서 연습을 시작했다. 기타리스트 스코티 힐은 볼런의 이전 클럽 밴드 출신이었고, 사보의 지인이었던 뉴욕 북부 출신의 롭 아푸소는 러시 트리뷰트 밴드에서 드럼을 연주하고 있었다. 밴드가 결성되자마자 스티드 로는 미국 동부 전역의 나이트클럽에서 공연을 시작했고, 빠르게 소규모 팬층을 형성했다. 사보는 존 본 조비의 어린 시절 친구였으며, 둘 중 한 명이 음악계에서 성공하면 서로 도와주기로 약속한 사이였다. 스티드 로는 1987년 본 조비의 Slippery When Wet Tour에서 오프닝을 맡으면서 본 조비의 매니저 독 맥기의 주목을 받았다. 맥기는 밴드의 원래 보컬리스트였던 맷 팰런이 나머지 멤버들과 같은 추진력을 가지고 있지 않다고 판단하며 보컬 교체를 제안했다.
서배스천 바크는 록 사진작가 마크 바이스의 결혼식에서 그가 노래하는 것을 본 존 본 조비의 부모에 의해 스티드 로에 소개되었다. 라인업을 완성한 후, 그룹은 리치 샘보라와 본 조비의 퍼블리싱 회사인 언더그라운드와 계약을 맺었고, 자신들도 모르게 그룹 로열티의 대부분을 그들에게 넘겨주게 되었다. 스티드 로는 나중에 샘보라의 로열티 몫을 회복시켜 주었지만, 본 조비는 자신의 몫을 유지했고, 이것은 본 조비와 바크 사이의 틈을 만들었다. 게펀과 A&M과 협상한 후, 스티드 로는 1988년 아메트 어터건과 애틀랜틱과 최종적으로 계약을 맺었다. 밴드는 위스콘신주 레이크제네바에 있는 로열 레코더스 스튜디오에서 프로듀서 마이클 와그너와 함께 데뷔 음반을 녹음했다. 그 소박한 스튜디오는 호텔의 뒤쪽 끝에 있었고, 밴드는 그 호텔에 머물렀다. 스티드 로는 와그너가 만든 일정에 따라 작업했고, 녹음하는 동안에는 금주 상태를 유지했다. 밴드는 지난 1년 동안 그 곡들을 연주하고 공연해 왔기 때문에 세션은 순조롭게 진행되었다. 레이블은 처음에 음반 15만 장을 제작했고, 밴드에게 1988년~1989년 본 조비의 New Jersey Syndicate Tour의 오프닝 슬롯을 배정해 주었다.

## 곡 목록
모든 곡들은 특별한 언급이 없는 한 데이브 사보와 레이철 볼런에 의해 작사/작곡하였다.
| #   | 제목                          | 작사·작곡                        | 재생 시간 |
| --- | ----------------------------- | -------------------------------- | --------- |
| 1.  | 〈Big Guns〉                  | 사보, 볼런, 스코티 힐, 롭 아푸소 | 3:36      |
| 2.  | 〈Sweet Little Sister〉       |                                  | 3:10      |
| 3.  | 〈Can't Stand the Heartache〉 | 볼런                             | 3:24      |
| 4.  | 〈Piece of Me〉               | 볼런                             | 2:48      |
| 5.  | 〈18 and Life〉               |                                  | 3:50      |
| 6.  | 〈Rattlesnake Shake〉         |                                  | 3:07      |
| 7.  | 〈Youth Gone Wild〉           |                                  | 3:18      |
| 8.  | 〈Here I Am〉                 |                                  | 3:10      |
| 9.  | 〈Makin' a Mess〉             | 사보, 볼런, 서배스천 바크        | 3:38      |
| 10. | 〈I Remember You〉            |                                  | 5:10      |
| 11. | 〈Midnight / Tornado〉        | 사보, 맷 팰런                    | 4:17      |

## 인증
| 국가                       | 인증        | 판매량/출하량 |
| -------------------------- | ----------- | ------------- |
| 오스트레일리아 (ARIA)      | 플래티넘    | 70,000^       |
| 캐나다 (뮤직 캐나다)       | 3× 플래티넘 | 300,000^      |
| 핀란드 (Musiikkituottajat) | 골드        | 29,570        |
| 일본 (RIAJ)                | 플래티넘    | 200,000^      |
| 뉴질랜드 (RMNZ)            | 플래티넘    | 15,000^       |
| 영국 (BPI)                 | 골드        | 100,000^      |
| 미국 (RIAA)                | 5× 플래티넘 | 5,000,000^    |
| ^출하량을 기반으로 한 인증 |             |               |